# Pomnik Josepha von Eichendorffa w Dębowcu
Pomnik Josepha von Eichendorffa w Dębowcu – położony niedaleko drogi powiatowej Prudnik–Dębowiec, na szczycie Kobylicy (395 m n.p.m.), w Lesie Prudnickim pomnik niemieckiego poety epoki romantyzmu Josepha von Eichendorffa.

## Joseph von Eichendorff

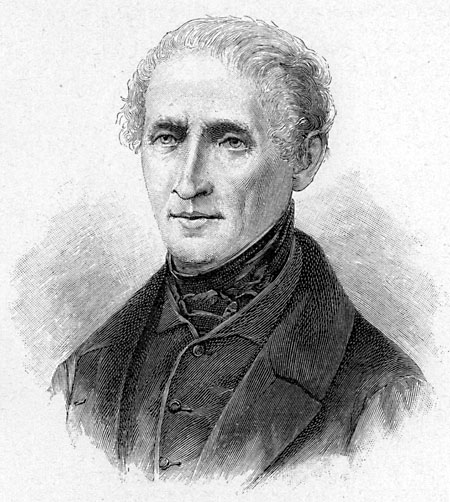
Joseph von Eichendorff

Joseph von Eichendorff (ur. 10 marca 1788 w Łubowicach koło Raciborza, zm. 26 listopada 1857 w Nysie) był jednym z najwybitniejszych przedstawicieli niemieckiego romantyzmu. Poeta pozostawił po sobie 608 wierszy, 3 poematy epickie, 9 sztuk teatralnych, 13 nowel i opowiadań oraz jedną powieść. Kilkakrotnie bywał w Prudniku. Po raz pierwszy 23 marca 1804, kiedy przejeżdżał przez miasto do Wrocławia. Następnie w 1813 w celu wstąpienia do ochotniczego Korpusu Lützowa, którym dowodził baron Adolf von Lützow. Jego kolejne wizyty w Prudniku były związane ze szwagrem Eichendorffa von Larischem, który sprawował tu urząd sędziego okręgowego. Od 1992 w Prudniku organizowany jest co roku przez Prudnicki Ośrodek Kultury konkurs recytatorski wierszy Eichendorffa, który odbywa się zawsze w pierwszą sobotę czerwca.

## Historia
Inicjatorem wybudowania pomnika Eichendorffowi był nauczyciel religii w gimnazjum w Prudniku (obecnie I Liceum Ogólnokształcące im. Adama Mickiewicza), późniejszy dyrektor Muzeum Archidiecezjalnego we Wrocławiu, historyk-regionalista oraz miłośnik twórczości Eichendorffa profesor Alfons Nowack. Jego działania były wspierane przez prudnickich radnych i mieszkańców miasta. Początkowo obelisk miał stanąć na szczycie Okopowej, jednak ze względu na znajdującą się tam drewnianą wieżę widokową od pomysłu odstąpiono.
Odsłonięcie i poświęcenie pomnika na Kobylicy nastąpiło 30 sierpnia 1911. W uroczystości uczestniczyli przedstawiciele wielu grup społecznych: nauczyciele akademiccy, pedagodzy, stacjonujący w Prudniku żołnierze 57 Pułku Artylerii Polowej, przemysłowcy, leśnicy, rolnicy, franciszkanie z kościoła św. Józefa w Prudniku-Lesie, bonifratrzy z kościoła Świętych Apostołów Piotra i Pawła w Prudniku, rzemieślnicy, studenci, uczniowie szkół średnich i podstawowych. Odbyły się występ męskiego stowarzyszenia śpiewaczego skupiającego nauczycieli i urzędników „Männergesangverein” oraz zrzeszającego kupców i rzemieślników „Liedertafel”, którzy wykonali pieśń według słów wiersza poety „Doliny w dali, wzniesienia”.
Jako pierwszy zabrał głos Alfons Nowack:

Szanowni zgromadzeni! To wspaniały skrawek ziemi, to szumiące lasem wzniesienie, na które dziś wszyscy wspięliśmy się. Niektórzy miejscowi oraz przyjezdni zdumieni pięknem tego krajobrazu, w cichym zachwycie nad głębokim i przejrzystym Żabim Okiem, w którego lustrze wody przeglądają się korony drzew oraz wspaniały błękit nieba, spoglądają na nasze cudowne góry. Już sam widok intensywnej zieleni lasów porastających Długotę i Biskupią Kopę ciśnie na język słowa poety: „Kto ciebie, piękny lesie, tak wyniósł do góry?” I gdy wzrok obejmie zieloną, zaciszną dolinę Dębowca oraz Pokrzywnej, kierując się następnie ku majestatycznej Biskupiej Kopie oraz błękitowi Jesioników, wówczas w sercu słychać nieprzemijającą piękną pieśń tak nastrojowo wyśpiewaną przez naszych dzielnych śpiewaków w ten letni wieczór (...) Dzisiaj to wzniesienie, które tak często wśród wędrowców przywodziło na myśl poezję Eichendorffa otrzymało swą koronę poprzez odsłonięcie pamiątkowego kamienia poety, któremu zawdzięczamy te pieśni. Dziś obraz poczciwego, łagodnego Eichendorffa włączono w złote ramy tego krajobrazu.

Następnie przemówił burmistrz Prudnika Paul Lange. Obiecał on staranną opiekę miasta nad obeliskiem. Po zakończeniu jego przemowy, myśliwi, studenci i uczniowie złożyli kwiaty pod pomnikiem. Uroczystość zakończyła się występem kwartetu waltorniowego Kapeli Miejskiej, który wykonał pieśń „Kto ciebie piękny lesie”.

## Charakterystyka

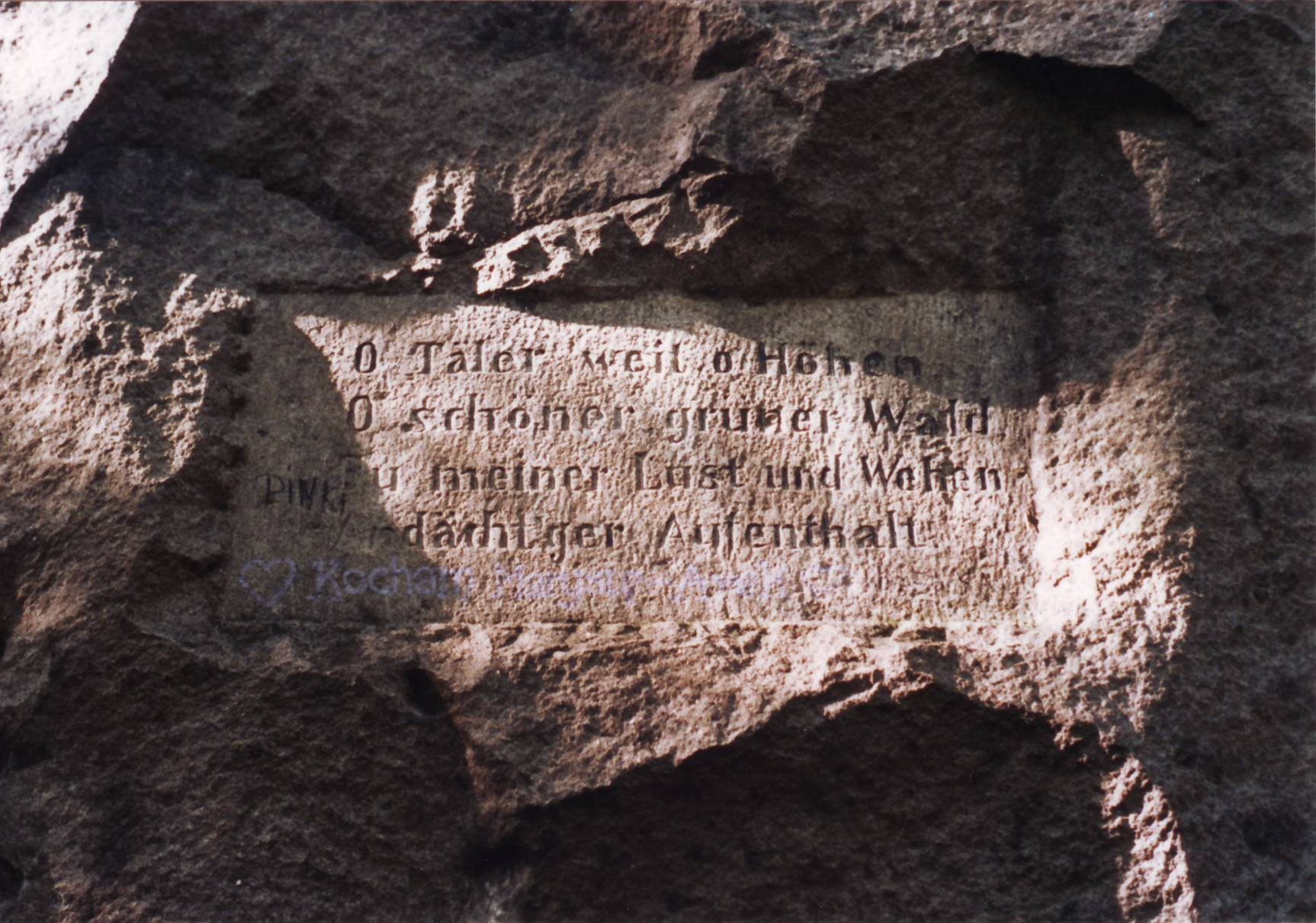
Pierwszy wers wiersza „Doliny w dali, wzniesienia” na tylnej części pomnika

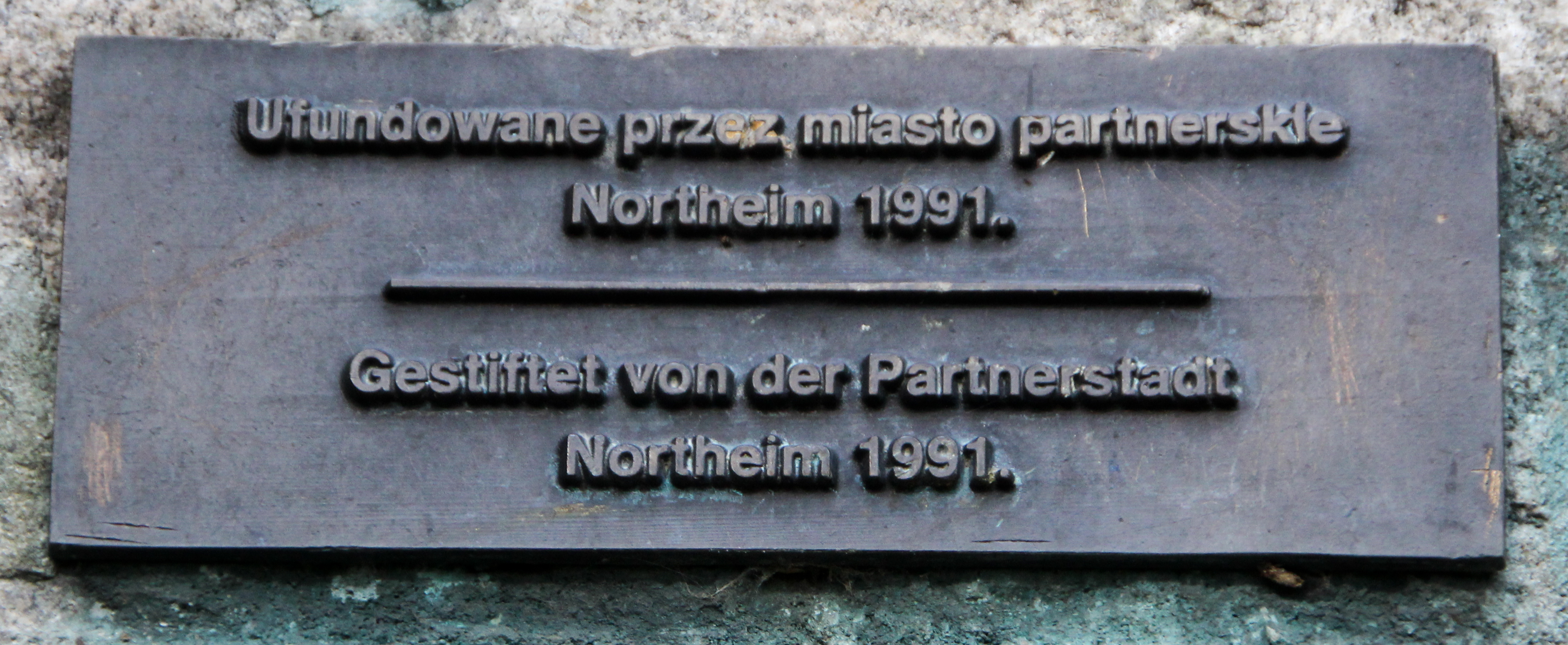
Tablica upamiętniająca przebudowę w 1991

Pomnik został wykonany z granitu. Mierzy 3,20 m wysokości, a za jego podstawę służył skalny cokół o wysokości 1,30 m. Na jego przedniej części umieszczona jest wylana z brązu płaskorzeźba Josepha von Eichendorffa z jego nazwiskiem wyrytym poniżej w kamieniu. Na tylnej części znajduje się pierwszy wers wiersza „Doliny w dali, wzniesienia” oraz rok odsłonięcia – 1911. Po II wojnie światowej i przejęciu Prudnika przez administrację polską medalion z popiersiem poety i słowami jego utworu został zerwany i skuty. W 1991 władze Prudnika wraz z Towarzystwem Społeczno-Kulturalne Niemców na Śląsku Opolskim i miastem partnerskim Northeim, przywróciły dawny wygląd pomnika.

## Nawiązania i odniesienia w kulturze
Pomnik Eichendorffa na Kobylicy odwiedzali Hirschke i Sibylle – postacie z powieści Lato umarłych snów autorstwa niemieckiego pisarza Harry’ego Thürka, przedstawiającej sytuację Niemców w Prudniku tuż po II wojnie światowej.